# Tramacastilla de Tena
Tramacastilla de Tena (Tramacastiella de Tena en aragonés) es una localidad española perteneciente al municipio de Sallent de Gállego, en el Alto Gállego, provincia de Huesca, Aragón. Se encuentra en el Pirineo, a 1224 m s. n. m.
Junto con Sandiniés, Escarrilla, Piedrafita, Búbal y Saqués, Tramacastilla conformaba el quiñón de la Partacua o Partagua, uno de los tres territorios históricos en los que se dividía el valle de Tena.
En la localidad destaca la iglesia románica del siglo XII y su retablo renacentista que hace honor a San Miguel, fue ampliada a finales del siglo XVI. Es conocida también, por sus bellos paisajes, por su excelente cocina y por el turismo que atraen los deportes de invierno que se pueden practicar a su alrededor.

## Geografía humana

### Demografía
| 147        | 181 | 215 |
| (Fuente: ) |     |     |

| Gráfica de evolución demográfica de Tramacastilla de Tena entre 1842 y 1970 |
| |
| Población de derecho según los censos de población del INE Población de hecho según los censos de población del INEEn estos censos se denominaba Tramacastilla: 1842, 1857, 1860, 1877, 1887, 1897, 1900 y 1910 Entre el censo de 1981 y el anterior, este municipio desaparece porque se integra en el municipio 22204 (Sallent de Gállego) |

## Fiestas
Sus fiestas mayores son el 7 de octubre, festividad de Nuestra Señora del Rosario, aunque se celebran el primer fin de semana de octubre. Se han conservado a través de los años tradiciones como la "ronda", que recorre todas las casas del pueblo, y en la que los mozos bailan el típico "paloteo", echando brindis, en graciosos pareados, entre buenos platos de jamón y vinos de la tierra.

## Escudo
Escudo cuadrilongo de base circular. De azur un palo de oro cargado en su centro de hoja de acebo, de sinople y frutada de gules, acompañado, en cada flanco, de un castillo de oro mazonado de sable, aclarado de gules y sumado en la torre central de una lanza de oro, que sostiene un escudo ojival con el Señal Real de Aragón. Al timbre, Corona Real abierta. Fuente: DECRETO 76/1999 de 8 de junio del Gobierno de Aragón. BOA.

## Personajes ilustres
- Óscar Pérez, alpinista fallecido en el Karakórum  (1976 - 2009)
- Felis Gil del Cacho, (1924 - 1986), escritor en aragonés.